# Mes chers amis 2
Série
Mes chers amis
(1975) Mes chers amis 3
(1985)
Pour plus de détails, voir Fiche technique et Distribution.
Mes chers amis 2 (titre original : Amici miei atto II) est un film italien réalisé par Mario Monicelli, sorti en 1982.

## Synopsis
Suite des aventures des quadragénaires.

## Fiche technique
- Réalisation : Mario Monicelli
- Scénario : Leonardo Benvenuti, Piero De Bernardi, Mario Monicelli et Tullio Pinelli
- Musique : Carlo Rustichelli
- Photographie : Sergio D'Offizi
- Montage : Ruggero Mastroianni
- Décors : Lorenzo Baraldi
- Costumes : Gianna Gissi
- Production : Aurelio De Laurentiis et Luigi De Laurentiis
- Société de production : Filmauro
- Genre : Comédie
- Pays :  Italie
- Durée: 130 minutes
- Format : Couleur (Telecolor), Mono, 35 mm
- Dates de sortie : 
  - Italie : 22 décembre 1982
  - France : 27 juin 1984

## Distribution
- Ugo Tognazzi : Raffaello "Lello" Mascetti
- Gastone Moschin : Rambaldo Melandri
- Adolfo Celi : Professeur Alfeo Sassaroli
- Renzo Montagnani : Guido Necchi
- Philippe Noiret : Giorgio Perozzi
- Milena Vukotic : Alice Mascetti
- Franca Tamantini : Carmen Necchi
- Yole Marinelli : Anita Esposito
- Angela Goodwin : Laura Perozzi
- Alessandro Haber : Paolo, le veuf
- Domiziana Giordano : Noemi Bernocchi
- Tommaso Bianco : Antonio Esposito, fornaio
- Paolo Stoppa: Sabino Capogreco